# مريم المقدسة (مسلسل)
مريم المقدسة (بالفارسية: مريم مقدس)، مسلسل إيراني مدبلج من 12 حلقة، يروي سيرة مريم بنت عمران منذ ولادتها وحتى ولادتها المسيحَ عيسى. وقد لاقى هذا المسلسل إعجاب الكثير من المشاهدين.

## المقدمة
تبدأ القصة عندما كان اليهود ينتظرون ولادة المسيح، بعد أن أخبرهم عمران قبل موته بمدة، أن الله بشره بأنه سيأتي له ابن، سيكون شافيّاً للأعمى والأبرص، ويحي الموتى، وسيخلصهم من عذابهم وآلامهم في ذاك الزمان، كما انتظره الكثير من الأعداء لقتله.

## أحداث المسلسل

### ولادة مريم
بمشيئة الله جاء المولود أنثى، ولم يدرك الناس أن هذه كانت حكمة من الله للحفاظ على حياته. وكانت حنة زوجة عمران تتمناه ذكرا لتهبه لخدمة المعبد. واستطاعت بمشيئة الله، وبمساعدة النبي زكريا زوج أختها أليصابات، أن تهب ابنتها لخدمة المعبد وأسمتها مريم أي (العابدة).

### تربية مريم
تكفل النبي زكريا رعاية مريم. فعندما بلوغها السادسة من عمرها، ذهبت إلى المعبد بعد أن اختصم قومها مع النبي زكريا عمن له حق كفالتها، فاحتكموا للقرعة التي رست على النبي زكريا، بعد أن ألقوا أقلامهم، طفا قلم زكريا على الماء، بينما غطست أقلام منافسيه في الماء، وكان هو أجدرهم لأنه نبي الله وزوج خالتها كما ذُكر في القرآن:  ذَلِكَ مِنْ أَنْبَاءِ الْغَيْبِ نُوحِيهِ إِلَيْكَ وَمَا كُنْتَ لَدَيْهِمْ إِذْ يُلْقُونَ أَقْلَامَهُمْ أَيُّهُمْ يَكْفُلُ مَرْيَمَ وَمَا كُنْتَ لَدَيْهِمْ إِذْ يَخْتَصِمُونَ  ، لكن أمها حنة لم تستطع تحمل ألم الفراق، ومت لبثت أن توفيت.

### حياة مريم في المعبد
ظلت مريم في المعبد في عبادة، وكانت طاهرة عفيفة، وقديسة إلى درجة أن الناس يقصدون المعبد لرؤيتها والتبرك بها، وكانت تصوم النهار وتقوم الليل بالعبادة، وعلى درجة كبيرة من التقوى ومعرفة بالله. وكلما زارها زكريا في محرابها، وجد عندها طعامًا خاصًا، فيأخذه العجب من ذلك.  فَتَقَبَّلَهَا رَبُّهَا بِقَبُولٍ حَسَنٍ وَأَنْبَتَهَا نَبَاتًا حَسَنًا وَكَفَّلَهَا زَكَرِيَّا كُلَّمَا دَخَلَ عَلَيْهَا زَكَرِيَّا الْمِحْرَابَ وَجَدَ عِنْدَهَا رِزْقًا قَالَ يَا مَرْيَمُ أَنَّى لَكِ هَذَا قَالَتْ هُوَ مِنْ عِنْدِ اللَّهِ إِنَّ اللَّهَ يَرْزُقُ مَنْ يَشَاءُ بِغَيْرِ حِسَابٍ  .

### ولادة النبي يحيى
إنّ زوجة زكريّا وأُم مريم كانتا أُختين، وكانتا عاقرين، وعندما رزقت أُمّ مريم بلطف من الله الذرية الصالحة، تمنّى أن يرزق هو أيضًا ذرّية صالحة وطاهرة وتقيّة مثل مريم، بحيث تكون آية على عظمة الله وتوحيده. وعلى الرغم من كبر سن زكريّا وزوجته،  وَإِنِّي خِفْتُ الْمَوَالِيَ مِنْ وَرَائِي وَكَانَتِ امْرَأَتِي عَاقِرًا فَهَبْ لِي مِنْ لَدُنْكَ وَلِيًّا  يَرِثُنِي وَيَرِثُ مِنْ آلِ يَعْقُوبَ وَاجْعَلْهُ رَبِّ رَضِيًّا  . ولم يمض وقت حتّى أجاب الله دعاء زكريّا  يَا زَكَرِيَّا إِنَّا نُبَشِّرُكَ بِغُلَامٍ اسْمُهُ يَحْيَى لَمْ نَجْعَلْ لَهُ مِنْ قَبْلُ سَمِيًّا  ، وقد آمن به الكثير من الناس بسبب هذه المعجزة.

### خطاب الملائكة لمريم
كانت الملائكة تكلم مريم وهي في محرابها  وَإِذْ قَالَتِ الْمَلَائِكَةُ يَا مَرْيَمُ إِنَّ اللَّهَ اصْطَفَاكِ وَطَهَّرَكِ وَاصْطَفَاكِ عَلَى نِسَاءِ الْعَالَمِينَ  .
إن الملائكة بعد أن بشروها بأن الله قد اصطفاها، قالوا لها:  يَا مَرْيَمُ اقْنُتِي لِرَبِّكِ وَاسْجُدِي وَارْكَعِي مَعَ الرَّاكِعِينَ  . وقد أدى هذا الفعل إلى قيام الكهنة عليها وعلى النبي زكريا أي ذهابها للصلاة داخل القدس مع الرجال، ولكن كل هذا لم يشغلها عن ربها.

### بداية ولادة المسيح
كانت مريم تذهب إلى مكان بعيد هادئ، تناجي ربها وحدها دون إزعاج، كي لا تنشغل عن عبادة ربها. فأرسل إليها الله أحد الملائكة العظام، حيث تجسد لمريم على شكل إنسان جميل لا عيب فيه ولا نقص، فخافت مريم و قَالَتْ إِنِّي أَعُوذُ بِالرَّحْمَنِ مِنْكَ إِنْ كُنْتَ تَقِيًّا  قَالَ إِنَّمَا أَنَا رَسُولُ رَبِّكِ لِأَهَبَ لَكِ غُلَامًا زَكِيًّا  قَالَتْ أَنَّى يَكُونُ لِي غُلَامٌ وَلَمْ يَمْسَسْنِي بَشَرٌ وَلَمْ أَكُ بَغِيًّا  قَالَ كَذَلِكِ قَالَ رَبُّكِ هُوَ عَلَيَّ هَيِّنٌ وَلِنَجْعَلَهُ آيَةً لِلنَّاسِ وَرَحْمَةً مِنَّا وَكَانَ أَمْرًا مَقْضِيًّا  ، فحملته بمشيئة الله.

### ولادة المسيح عيسى
بعد أن حملت مريم، غادرت المعبد دون أن يعرف أحد وجهتها، حتى النبي زكريا، فشك الناس فيها وبدأوا يتهمونها، حينها كانت السيدة مريم تعاني من الحمل وحيدة، وبمشيئة الله اقترب موعد ولادتها، وجاءها المخاض إلى جذع نخلة يابسة، قال تعالى  فَأَجَاءَهَا الْمَخَاضُ إِلَى جِذْعِ النَّخْلَةِ قَالَتْ يَا لَيْتَنِي مِتُّ قَبْلَ هَذَا وَكُنْتُ نَسْيًا مَنْسِيًّا  ، وولدت السيدةُ مريمُ المسيحَ خائفة وحيدة، إلا أن هذه الحالة لم تدم طويلاً، فقد سطعت ومضة الأمل التي كانت موجودة دائمًا في أعماق قلبها، وطرق سمعها صوت  فَنَادَاهَا مِنْ تَحْتِهَا أَلَّا تَحْزَنِي قَدْ جَعَلَ رَبُّكِ تَحْتَكِ سَرِيًّا  ، فقد تفجر لها نبع تحت رجليها، ونظرت إلى الأعلى كيف أن هذا الجذع اليابس قد تحول إلى نخلة مثمرة  وَهُزِّي إِلَيْكِ بِجِذْعِ النَّخْلَةِ تُسَاقِطْ عَلَيْكِ رُطَبًا جَنِيًّا  فَكُلِي وَاشْرَبِي وَقَرِّي عَيْنًا فَإِمَّا تَرَيِنَّ مِنَ الْبَشَرِ أَحَدًا فَقُولِي إِنِّي نَذَرْتُ لِلرَّحْمَنِ صَوْمًا فَلَنْ أُكَلِّمَ الْيَوْمَ إِنْسِيًّا  .

### المسيح يتكلم في المهد
بعد ولادة مريم لابنها، رجعت إلى أورشليم بأمر من الله، وعند وصولها تعجب الناس واتهموها  فَأَتَتْ بِهِ قَوْمَهَا تَحْمِلُهُ قَالُوا يَا مَرْيَمُ لَقَدْ جِئْتِ شَيْئًا فَرِيًّا  ، والبعض الآخر واجهها، بالقول:  يَا أُخْتَ هَارُونَ مَا كَانَ أَبُوكِ امْرَأَ سَوْءٍ وَمَا كَانَتْ أُمُّكِ بَغِيًّا  ، فأشارت السيدة مريم لأبنها،  فَأَشَارَتْ إِلَيْهِ قَالُوا كَيْفَ نُكَلِّمُ مَنْ كَانَ فِي الْمَهْدِ صَبِيًّا  ، إلا إن هذا التساؤل لم يدم طويلا، لأن الطفل الذي ولد حديثًا قد فتح فاه وتكلم:  قَالَ إِنِّي عَبْدُ اللَّهِ آتَانِيَ الْكِتَابَ وَجَعَلَنِي نَبِيًّا  وَجَعَلَنِي مُبَارَكًا أَيْنَ مَا كُنْتُ وَأَوْصَانِي بِالصَّلَاةِ وَالزَّكَاةِ مَا دُمْتُ حَيًّا  وَبَرًّا بِوَالِدَتِي وَلَمْ يَجْعَلْنِي جَبَّارًا شَقِيًّا  وَالسَّلَامُ عَلَيَّ يَوْمَ وُلِدْتُ وَيَوْمَ أَمُوتُ وَيَوْمَ أُبْعَثُ حَيًّا  ، فصدم الحاقدون والكارهون لمريم وزكريا، وفرح محبوهم بوصول المخلص وبراءة السيدة مريم العذراء المقدسة.

## كلمات المقدمة
أداء: النجمة رويدا محمد
كلمات:  الشاعر كرار حسين الكربلائي

يا زهراء
من إصدار مأوى الحائرين

بكى الليل والدمع سرُّ مباح
فهزي إليك بجذع الصبا
يساقط عليك صلاةً رجاء
لبشرى خلاص وصوتي فلاح
خلوت بسرب العلا يرنمو
بظل الجوى والجوى محرم
إلى أن جعلت يناجيك لطف
فبوركت بوركت يا مريم
تقبلك الله حمداً صبوحا
وعذب دعاء وطهراً صريحا
وسماك أماً بتولاً فطوبى
لروح من النبل تحمل روحا
ترفعت نجماً بأيدي السماء
وأزهرت في محفل الأنبياء
فأضحى بمحرابك المنتهى
وأصبحت سيدة للنساء
لأن ابتهالك روض الجنان
تغشاه طلّ الرضا والحنان
ولم يبقى بين مصلاك يدعو
خشوعاً وعرش الجلال مكان

أداء النجمة
رويدا محمد

كلمات الشاعر
كرار حسين الكربلائي

الهندسة الصوتية
سيد ميلاد الموسوي

## الممثلون
| الممثل         | الشخصية       | ممثل الصوت   |
| -------------- | ------------- | ------------ |
| برويز بورحسيني | النبي زكريا   | جهاد الأطرش  |
| شبنم قلي خاني  | مريم 16 سنة   | جمانة الزنجي |
| محمد كاسبي     | يسكار         | صبحي عيط     |
| مريم رضوي      | مريم 6 سنوات  | رينيه غوش    |
| جعفر دهقان     | الملك هيرودوس | محمد إبراهيم |
| حسين ياري      | ناتان         |              |
| رؤيا تيموريان  | حنة أم مريم   |              |
| زهراء سعيدي    | حنة بنت فنويل |              |
| شيرين بينا     | أليصابات      |              |
| محسن زهتاب     | يربعان        |              |
| مهدي فقيه      | صدقيا         |              |
| كوروش تهامي    | يوسف          |              |
| زهير ياري      | الوحي         | علي شقير     |

### الأصوات العربية
- جهاد الأطرش - النبي زكريا
- صبحي عيط - يسكار
- محمد إبراهيم - هيرودوس
- علي شقير - الوحي
- جمانة الزنجي - مريم
- رينيه غوش - مريم الصغيرة
- عمر ميقاتي
- إسماعيل نعنوع
- علي الزين
- حسام الصباح
- منى عطوي
- أليسار حاموش
- ربى الشريف
- ريما الأعور
- خالد السيد
- سهير صالحاني
- حسني بدر الدين
- شربل أيوب
- سعد حمدان
- عدي رعد
- حسن حمدان
- علي فقيه
- منى مجذوب
- ميلاد رزق
- شربل اسكندر
- نور الدين أحمد

## روابط خارجية
- مريم المقدسة على موقع IMDb (الإنجليزية)
- مريم المقدسة على موقع أول موفي (الإنجليزية)
- مريم المقدسة على موقع قاعدة بيانات الفيلم (الإنجليزية)
- مريم المقدسة على موقع ليتربوكسد (الإنجليزية)
- مريم المقدسة على موقع كينوبويسك (الروسية)
- مريم المقدسة على موقع قاعدة بيانات الفيلم (الإنجليزية)